# Eupithecia urbanata
Eupithecia urbanata är en fjärilsart som beskrevs av Fletcher 1956. Eupithecia urbanata ingår i släktet Eupithecia och familjen mätare. Inga underarter finns listade i Catalogue of Life.